# Турецкая Грузия
Турецкая Грузия (рус. дореф. Турецкая Грузія; груз. ოსმალოს საქართველო, «Османская Грузия» или груз. სამაჰმადიანო საქართველო и სამუსლიმანო საქართველო, «Мусульманская Грузия»), также Южная Грузия (груз. სამხრეთ საქართველო) — термин, который использовался с XIX века в академических кругах для обозначения южной части исторической Грузии, или Месхетии, находящихся под властью Османской империи и позже под Турецкой Республики. В современных академических кругах предпочтительнее использовать термин «Тао-Кларджети», который охватывает территорию, соответствующую понятию «Турецкая Грузия».

## История
Одно из первых упоминаний этого термина находится в статье о Грузии в «Американской энциклопедии» (1831):
|                              | Turkish Georgia, or Cartuel (Zemo Kartli), belongs to the pachalic of Tchaldir, and contains 5045 square miles, with 200,000 inhabitants: its capital is Akalzike. |  | Турецкая Грузия, или Картуэль (Земо-Картли), принадлежит к пашалику Чылдыр и занимает площадь 5045 квадратных миль с населением 200 000 человек: ее столица — Ахалцихе. |  |
| Encyclopædia Americana, 1831 | |  | |  |

Во времена османского владычества эти территории назывались «Гурджистанским вилайетом» (Грузинская провинция).
Термин нашел широкое применение среди грузинской элиты в период Российской империи (особенно до и после русско-турецкой войны (1877—1878), когда древние грузинские территории должны были быть освобождены от османского владычества) и Советского Союза, а также был использован западными и российскими учеными. В период существования Грузинской Демократической Республики официальные лица вместо «Турецкой Грузии» применяли термин «Мусульманская Грузия».
Во время советских территориальных претензий к Турции грузинские писатели получили указание писать о «Турецкой Грузии» и желании грузинских мусульман объединиться со своей родиной.